# Crise de succession rostémide
La crise de succession rostémide survient durant le règne d'Abû Bakr ibn Aflah, devenu quatrième imam de la dynastie rostémide après la mort de son père Aflah. Son frère aîné Abû al-Yaqzan étant parti accomplir le pèlerinage à La Mecque, fut arrêté puis emprisonné par le califat abbasside. Craignant de perdre son titre au profit de son frère aîné, Abû Bakr ibn Aflah tenta alors de le faire assassiner.

## Contexte
Abû al-Yaqzan ibn Aflah entreprend un pèlerinage à La Mecque, en territoire abbasside. Toutefois, lorsque les autorités abbassides découvrent son affiliation à une dynastie rivale, il est arrêté au début de 872. Pendant ce temps à Tahert, Aflah décède, ce qui permet à Abû Bakr d'être proclamé nouvel imam, étant le seul successeur disponible, mais pas l’unique, puisque l'autre fils d'Aflah, Ya`qûb, était trop jeune pour exercer l’imamat à ce moment-là,.

## Crise
À son retour en 873, Abû Bakr, redoutant la pression politique et la perte potentielle de son titre d'imam, tente d'assassiner son frère aîné – un acte scandaleux au regard de l'éthique de l'ibadisme. Sa tentative ayant échoué, la dynastie rostémide sombre dans le chaos, les divisions s'exacerbant. Une véritable guerre civile éclate entre les partisans d’Abû Bakr et ceux d’Abû al-Yaqzan, avec des factions de Tahert, des Lawâta et des Nefoussa prenant parti. La population finit par se ranger derrière Abû al-Yaqzan, l'élisant comme imam et obligeant Abû Bakr à abdiquer. Avant qu'il ne puisse le faire volontairement en 874, Abû al-Yaqzan s'empare du pouvoir, mettant fin au règne d'Abû Bakr par sa disparition, et devient ainsi le cinquième imam de la dynastie rostémide,.

## Conséquences
Une fois la crise résolue, Abû Yaqzan devient le cinquième imam de la dynastie rostémide, qu'il dirige pendant deux décennies, de 874 à 894, avant d'être remplacé par son fils Abu-Hatim Yusuf,.